# Rywal (szybowiec)
Rywal – polski szybowiec amatorski zbudowany w dwudziestoleciu międzywojennym, wziął udział w II Wszechpolskim Konkursie Szybowcowym.

## Historia
Konstruktorem szybowca był Tadeusz Garstecki, a jego budowy podjął się poznański stolarz Kazimierz Wroński. W 1925 roku szybowiec został zgłoszony do udziału w II Wszechpolskim Konkursie Szybowcowym na Oksywiu koło Gdyni w maju – czerwcu 1925 roku. 
W połowie maja szybowiec dotarł na miejsce zawodów. Szybowiec otrzymał numer konkursowy 17, jego pilotem był por. Adolf Stempkowski. 11 lub 13 czerwca 1925 roku, podczas pierwszego lotu, szybowiec uległ rozbiciu a pilot odniósł poważne obrażenia. Przyczyną katastrofy było niezabezpieczenie drążka sterowego przez mechanika. Niekontrolowany szybowiec po starcie wykonał półpętlę i po 12 sekundach lotu zderzył się z ziemią.

## Konstrukcja
Jednomiejscowy szybowiec konstrukcji drewnianej, w układzie górnopłatu.
Kadłub o przekroju prostokątnym, o konstrukcji półskorupowej, kryty sklejką. Kabina pilota otwarta. Płat o obrysie prostokątnym, dwudźwigarowy, usztywniony zastrzałami. Usterzenie klasyczne, krzyżowe. Płat i usterzenie pokryte płótnem. Podwozie płozowe z dwoma płozami głównymi pod kadłubem i płozą ogonową.